# Lioré et Olivier LeO H-10
Le Lioré et Olivier LeO H-10 est prototype d'avion de reconnaissance français construit par la Marine nationale. Un seul exemplaire à deux places, de cet avion biplan et hydravion à la fois, a été construit.
Son premier vol est enregistré en avril 1923.